# 65 Dywizja Piechoty (III Rzesza)
65 Dywizja Piechoty(niem. 65. Infanterie-Division) – niemiecka dywizja z czasów II wojny światowej, sformowana na mocy rozkazu z 7 lipca 1942, w 20. fali mobilizacyjnej na poligonie Bitsch w XII Okręgu Wojskowym.

## Dowódcy dywizji
- gen. por. Hans Bömers 10 VII 1942 – 1 I 1943;
- gen. por. Wilhelm Rupprecht 1 I 1943 – 31 V 1943;
- gen. por. Gustav Heistermann von Ziehlberg 31 V 1943 – 1 XII 1943;
- gen. por. Hellmuth Pfeifer 1 XII 1943 – 22 IV 1945.

## Struktura organizacyjna
- Skład w lipcu 1942:

145. i 146. pułk piechoty, 165. pułk artylerii, 165. batalion pionierów, 165. oddział rozpoznawczo -  przeciwpancerny, 165. oddział łączności, 165. polowy batalion zapasowy;
- Skład w październiku 1943:

145., 146., 147. pułk grenadierów, 165. pułk artylerii, 165. batalion pionierów, 65. dywizyjny batalion fizylierów, 165. oddział łączności, 165. polowy batalion zapasowy;